# Besma nigripuncta
Besma nigripuncta är en fjärilsart som beskrevs av Samuel E. Cassino och Louis W. Swett 1925. Besma nigripuncta ingår i släktet Besma och familjen mätare. Inga underarter finns listade i Catalogue of Life.